# Platis Jalos (Mykonos)
Platis Jalos (gr. Πλατύς Γιαλός) – miejscowość w Grecji, na południowym wybrzeżu wyspy Mykonos w archipelagu Cyklad. Według spisu ludności w 2001 roku liczyła 199 mieszkańców.
W miejscowości znajduje się popularna plaża Platis Jalos, a także stosunkowo drogie restauracje i hotele.